# تامی پلومین
تامی پلومین (انگلیسی: Tommy Plumain؛ زادهٔ ۱۲ ژانویهٔ ۲۰۰۱) بازیکن فوتبال است.